# Historyka
Historyka. Studia Metodologiczne – rocznik wydawany przez Komisję Historyczną PAN, Oddział w Krakowie oraz Instytut Historii Uniwersytetu Jagiellońskiego. Ukazuje się od 1967 roku. Redaktorzy: Celina Bobińska (1967-1995), Maciej Salamon i Krzysztof Zamorski (1996-2018), Krzysztof Zamorski (2019- ). Pismo poświęcone jest zagadnieniom metodologii historii i historii historiografii. Zawiera działy: 
- Problemy
- Ludzie, idee, poglądy
- Z warsztatu pracy historyka
- Omówienia
- Noty recenzyjne

Artykuły publikowane są w języku polskim i w językach kongresowych.